# Angstraum
Der Begriff Angstraum bezeichnet allgemein einen Ort, an dem Menschen Angst empfinden können. Thematisiert wird der Begriff in der Stadtgeographie und der Stadtsoziologie, der Stadtplanung und der Architektur sowie der Sozialpsychologie und der Sicherheitspolitik. Konkret sind damit meist öffentliche Räume gemeint, in denen das Gefühl einer Bedrohung durch Kriminalität, insbesondere durch Straßengewalt, bei vielen Menschen besonders stark ausgeprägt ist. Der Begriff kann sich sowohl auf ganze Straßenzüge beziehen als auch auf kleine Bereiche, etwa unübersichtliche Stellen in Parkhäusern oder dunkle Unterführungen.

## Wahrnehmung und Entstehung
Bei der Entstehung von Angsträumen steht nicht die tatsächlich vorhandene Bedrohung im Vordergrund. In der Regel geschehen an solchen Orten nicht mehr Verbrechen als an anderen. Oftmals steht die Wahrnehmung von Gefährdungen der tatsächlichen Gefahrenlage deutlich entgegen: So werden etwa Frauenparkplätze in Tiefgaragen eingerichtet, um die Gefährdung von Frauen in diesen öffentlichen Räumen zu begrenzen. Tatsächlich finden aber rund zwei Drittel aller Gewalttaten gegen Frauen im Privaten statt, während im öffentlichen Raum Männer überdurchschnittlich oft Gewalt zum Opfer fallen.
Neben den Untersuchungen zur Entstehung von Angsträumen im öffentlichen Raum durch bauliche Gegebenheiten zeigt sich, dass das Sicherheitsgefühl im öffentlichen Raum aufgrund als potenziell bedrohlich wahrgenommener Personen/-gruppen oftmals von Angstgefühlen geprägt ist, was eine Einschränkung der persönlichen Bewegungsfreiheit in Form von Meidungsverhalten verursacht.
Das Gefühl der Hilflosigkeit und Machtlosigkeit kann zur Entstehung und zur Manifestierung von Angsträumen oder für Teile der Bevölkerung gar zur Bildung von No-Go-Areas führen. "Bei der Entstehung von Angsträumen spielt nicht nur das eigene Erleben, die Furcht oder die eigene Wahrnehmung eine Rolle, sondern auch das Erleben, die Ängste und die Wahrnehmung anderer Personen, die ihre Erfahrungen und Ängste weitergeben." Hierzu reichen, entsprechend dem Thomas-Theorem, oftmals Informationen via Hörensagen oder eine entsprechende mediale Darstellung aus, um öffentliche Räume als Angstraum zu empfinden. 
Das Auftreten bestimmter Personen (z. B. provokative Jugendliche, Alkoholisierte usw.), die insbesondere in Gruppen im öffentlichen Raum eine Entzivilisierung des Verhaltens zeigen, kann zu einer Konfliktfiguration zwischen der Bevölkerung und diesen Gruppen führen. 
Eines der Ziele sicherheitspolitischer Maßnahmen in Deutschland ist die Vermeidung von Kriminalitätsfurcht innerhalb der Bevölkerung. Bereiche des öffentlichen Raumes können aus einem von Personen geschaffenen Klima von Gewalttätigkeit und Einschüchterung heraus für manche Menschen zu Meidungsräumen und damit zu Angsträumen werden.

## Maßnahmen
Die Identifizierung und Beseitigung von Angsträumen in Stadtgebieten ist ein Problem an der Schnittstelle zwischen Sicherheits- und Stadtentwicklungspolitik und wird in größeren Städten von den Instrumenten des Quartiersmanagements aufgegriffen. Von Seiten einiger Sozialwissenschaftler wie Renate Ruhne werden diese Maßnahmen jedoch als wirkungslos und in einigen Fällen kontraproduktiv kritisiert, weil sie nach ihrer Ansicht nicht mehr Sicherheit mit sich bringen.
Die Soziologin Ulrike Pahle-Franzen untersuchte die direkte Konfliktfiguration zwischen der Wohnbevölkerung und rechtsextremistischen Szenen (deutsche Rechtsextremisten sowie türkische Rechtsextremisten Graue Wölfe/Bozkurtlar) am Beispiel der Großstadt Karlsruhe und fand bei ihren Forschungen heraus, dass die sich ausweitende social uncivility (das Fehlen zivilisatorischer Standards im Verhalten gegenüber den Mitmenschen) das Sicherheitsgefühl der Bevölkerung signifikant beeinflussen und zusätzlich für die subjektive wie objektive Wahrnehmung bei der Ausbildung von Angsträumen verantwortlich sein kann. Um das Sicherheitsgefühl der Bevölkerung in deren Wohnumgebung deutlich zu erhöhen, schlägt Pahle-Franzen auf Grundlage dieser Erkenntnisse eine ausreichende polizeiliche Präsenz vor sowie die Einstellung gut geschulter, öffentlich bestellter Sicherheitskräfte, die im Wohnviertel regelmäßig unterwegs sind. Zunehmende Videoüberwachung im öffentlichen Raum sieht sie dagegen unter dem Aspekt möglicher staatlich kontrollierter Überwachung kritisch.
Polizeigesetze sehen für Bereiche, die mit Begriffen wie „gefährlicher Ort“, „Gefahrengebiet“, „kriminalitätsbelasteter Ort“, „Kriminalitätsbrennpunkt“, „Kontrollgebiet“ o. ä. bezeichnet werden, besondere polizeiliche Kontrollbefugnisse vor.
Ein faktenbasierter und offener Umgang in der medialen Berichterstattung über angstraumschaffende Vorkommnisse im öffentlichen Raum als vertrauensbildende Maßnahmen gegenüber der Bevölkerung ist dabei grundlegend. Hinsichtlich der Institutionen ist eine öffentliche und umfassende Aufklärungs- und Informationsarbeit der Bevölkerung notwendig. Vertuschende Nachrichten können hingegen fördern, dass die Bevölkerung zu Phantasieerklärungen greift und sich die Wahrnehmung von Angsträumen noch stärker manifestiert.